# Malacoraja obscura
Malacoraja obscura és una espècie de peix de la família dels raids i de l'ordre dels raïformes.

## Morfologia
- Els mascles poden assolir 68 cm de longitud total.[4]

## Hàbitat
És un peix marí i de clima tropical que viu entre 808-1.105 m de fondària.

## Distribució geogràfica
Es troba a l'oceà Atlàntic occidental: el sud-est del Brasil (estats d'Espírito Santo i Rio de Janeiro).

## Observacions
És inofensiu per als humans.